# Floscularia
Floscularia is een geslacht van raderdiertjes uit de familie van de Flosculariidae.

## Soorten
- Floscularia armata Segers, 1997
- Floscularia bifida Segers, 1997
- Floscularia chimaera Hudson, 1889
- Floscularia decora Edmondson, 1940
- Floscularia bursdorffae (Colledge, 1925)
- Floscularia conifera (Hudson, 1886)
- Floscularia coprophila (Schoch, 1868)
- Floscularia janus (Hudson, 1881)
- Floscularia melicerta (Ehrenberg, 1832)
- Floscularia nuda (Bailey, 1851)
- Floscularia pedunculata (Joliet, 1883)
- Floscularia ringens (Linnæus, 1758)